# 英領北アメリカ法
英領北アメリカ法（えいりょうきたアメリカほう、英：British North America Acts、BNA法）は、北アメリカ大陸にあったイギリス領北アメリカの植民地のうちの3つ（カナダ州、ニューブランズウィック、ノバスコシア）を併せて、連邦制をとる1つの自治領（ドミニオン）とすることを定めたイギリスの法律である。
新たな自治領の名はカナダ自治領 (Dominion of Canada) で、4つの州（オンタリオ州、ケベック州、ニューブランズウィック州、ノバスコシア州）で構成された。1867年にイギリスの議会によって制定された法律であるが、カナダの憲法の中核法として位置づけられ、現在に至ってもなお効力を持ち続けている。ただし、1982年のカナダ法により、この英領北アメリカ法は、「1867年憲法法」（1867ねんけんぽうほう、Constitution Act 1867）と改称された。
カナダ法と共に制定された「1982年憲法法」が、主に人権保障に関して規定するのに対し、「1867年憲法法」は統治機構に関する定めであり、両法は車の両輪の関係にある。両法を併せて「1867年-1982年憲法法」 (Constitution Act 1867-1982) と呼称することが憲法法において規定されているが、「カナダ憲法」や「カナダ憲法典」と呼ばれることもある。
1867年英領北アメリカ法が発効した7月1日は、カナダのナショナル・デーであるカナダの日とされ、同国の祝日である。